# Kuklosuctobelba tenuis
Kuklosuctobelba tenuis är en kvalsterart som beskrevs av Chinone 2003. Kuklosuctobelba tenuis ingår i släktet Kuklosuctobelba och familjen Suctobelbidae. Inga underarter finns listade i Catalogue of Life.